# فرانچسکا رتوندینی
فرانچسکا رتوندینی (ایتالیایی: Francesca Rettondini؛ زادهٔ ۷ مارس ۱۹۷۱) هنرپیشه، مجری تلویزیون، مدل و بازیگر اهل ایتالیا است.
از فیلم‌ها یا برنامه‌های تلویزیونی که وی در آن نقش داشته‌است می‌توان به کشتی ارواح، شام و الیسا اشاره کرد.